# Robinson R44

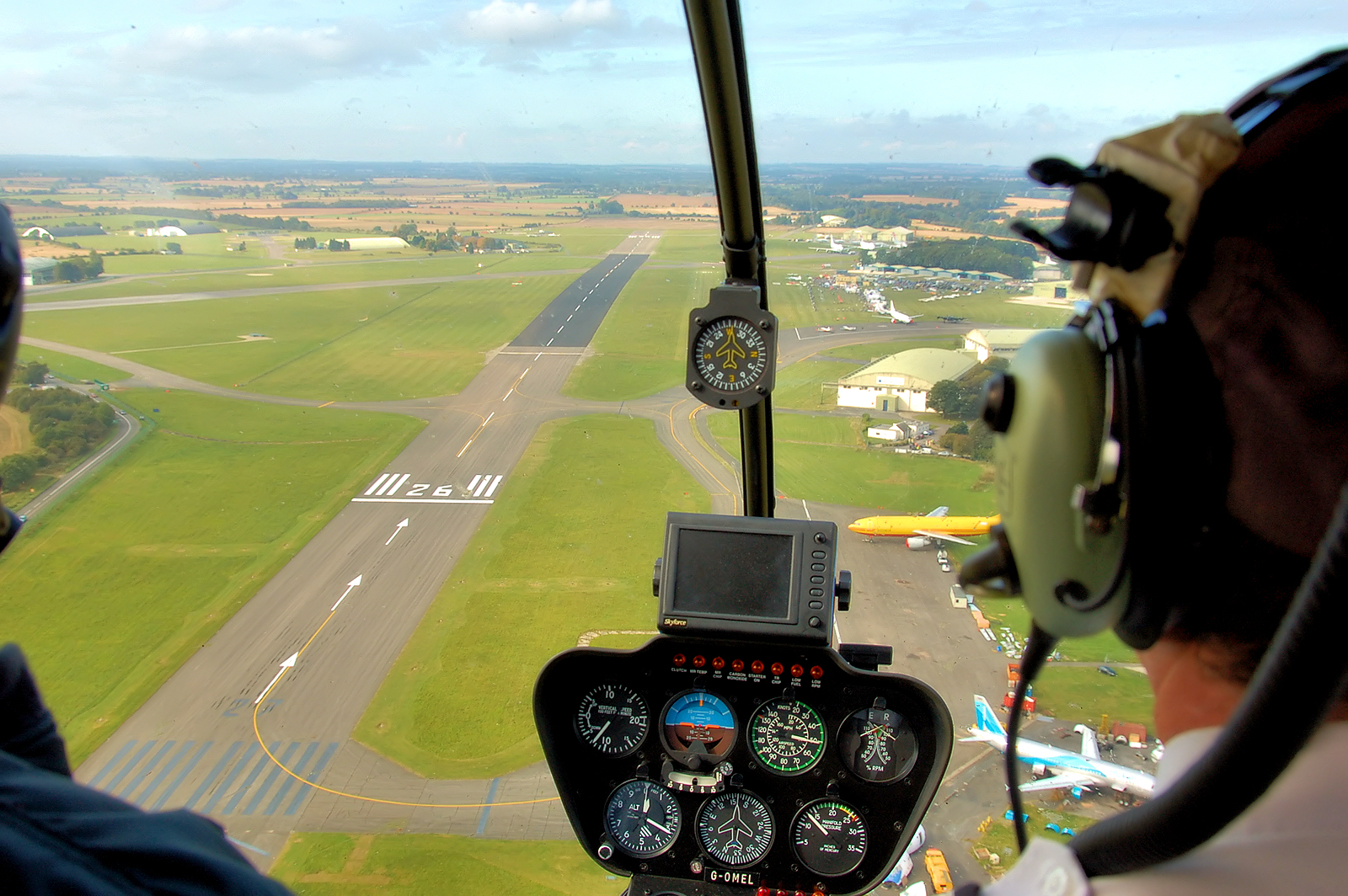
Interior de la cabina del Robinson R44

El Robinson R44 és un helicòpter lleuger de 4 places i propulsat per un motor de gasolina. És un disseny de l'empresa Robinson Helicopter Company basada a Califòrnia als Estats Units d'Amèrica.

## Variants
El 2016 la companyia introdueix la variant "Cadet" amb simplificacions per a fer-lo més apte per a l'entrenament i escoles de vol. Compta amb només 2 places, potència limitada a 210 cv i és lleugerament més lleuger i econòmic que la versió estàndard.

## Especificacions (R44 Raven II)
Dades de Robinson R44 Raven II Pilot's Operating Handbook and FAA approved rotorcraft flight manual, dated 13 June 2005.
Característiques generals
- Tripulació: un o dos pilots
- Capacitat: 4, incloent el pilot
- Càrrega útil: 340 kg
- Longitud: 11,65 m
- Diàmetre del rotor: 10,1 m
- Diàmetre de l'hèlix de cua: 1,5 m
- Alçada: 3,3 m
- Pes buit: 658 kg
- Pes carregat: 998kg
- Motors: 1×  motor de 6 cilindres oposats amb injecció de combustible Lycoming IO-540-AE1A5, 248 cv (183 kW)
- * Tanc principal de combustible: 120 L
- Tanc auxiliar de combustible: 70 L

 Rendiment 
- Velocitat màxima: 240 km/h
- Velocitat de creuer: 200 km/h
- Abast: 560 km